# 로체스터 선더
로체스터 선더는 미국 미네소타주 로체스터를 연고지로 하는 아마추어 축구팀이다. 현재 USL 프리미어 디벨로프먼트 리그에 참가하고 있으며 원래는 미네소타 선더의 2군팀으로 참가하였다가 미네소타 선더가 재정 문제로 해산되면서 독립된 구단이 되었다. 2011년 시즌부터는 리그에 참가하지 않는다.